# Гонка Формулы-E в Кейптауне
Гонка Формулы-Е в Кейптауне (англ. Cape Town E-Prix) — один их этапов соревнования среди одноместных электрических автомобилей чемпионата мира Формулы-E. Впервые был проведён в 2023 году на городской трассе в Кейптауне, ЮАР.

## История
Изначально дебют нового этапа был запланирован на 2022 год, однако он был отложен на год из-за пандемии COVID-19.

## Трасса
Трасса была представлена 4 марта 2022 года. Она расположена в районе Грин-Пойнт, а пит-лейн располагается рядом со стадионом «Кейптаун». Длина составляет 2,921 км и содержит 12 поворотов. Считается, что трасса станет самой быстрой в истории чемпионата. Перед первой гонкой организаторы планировали добавить дополнительную шикану для замедления гонщиков и лучшей возможности регенерации энергии, однако от планов отказались после консультации с гонщиками.

## Победители
| Сезон   | Дата проведения | № | Гонщик                  | Команда                          | Трасса                     | Отчёт |
| ------- | --------------- | - | ----------------------- | -------------------------------- | -------------------------- | ----- |
| 2022—23 | 25 февраля 2023 | 1 | Антониу Феликс да Кошта | TAG Heuer Porsche Formula E Team | Городская трасса Кейптауна | Отчёт |